# Indijsko-pakistanski rat (1965)
Drugi Indijsko-pakistanski rat ili Drugi Kašmirski rat bio je oružani sukob koji se u ljeto 1965. godine vodio između Indije na jednoj, i Pakistana na drugoj strani. Uzrok je bio u neriješenim graničnim sporovima nastalim tokom podjele Indije, odnosno oko Kašmira, koji je 1947/48. bio predmet ranijeg rata. Povod za izbijanje sukoba je bila Operacija Gibraltar, odnosno slanje pakistanskih gerilaca u indijsku državu Džamu i Kašmir s ciljem da među tamošnjim većinski muslimanskim stanovništvom podignu ustanak i pripoje tu državu Pakistanu. Nakon neuspjeha gerilaca, Pakistan je u Kašmir poslao regularne snage koje su, nakon nekog vremena, počele da potiskuju Indijce; to je indijsku vladu natjeralo da otvori tzv. južni front, odnosno otpočne ofanzivne operacije u Pendžabu na indijsko-pakistanskoj granici. To je dovelo do intenzivnih borbi u kojima su obje strane koristile ratno vazduhoplovstvo i oklopne jedinice, a koje su imale promjenljiv uspjeh. Nakon mjesec dana su i Pakistan i Indija prodrle na teritoriju protivnika, ali i imale ogromne gubitke, pogotovo u oklopnoj tehnici. To, kao i zajednički diplomatski pritisak SAD i SSSR, obje je strane prisilio da pristanu na prijedlog o obustavi neprijateljstava, odnosno potpišu Taškentsku deklaraciju kojom su pristali na status quo ante bellum. Iako su se i Indija i Pakistan proglasili pobjednicima, negativna iskustva su Indiju potakla na intenzivno naoružavanje i vojne reforme koje će šest godina donijeti ploda u pobjedonosnom Trećem Indijsko-pakistanskom ratu.